# Jean-Baptiste Drouet (1763–1824)
Jean-Baptiste Drouet, född 8 januari 1763, död 10 april 1824, var en fransk politiker.
Drouet igenkände 21 juni 1791 Ludvig XVI i Sainte-Menehould på dennes flykt och lät arrestera honom. Han var medlem av konventet och de femhundrades råd. Drouet blev misstänkt för delaktighet i François-Noël Babeufs sammansvärjning och häktades 1796, men lyckades undkomma och flydde ur landet. Hemkommen 1797 deltog han i den nyjakobinska rörelsen. Han valdes till medlem i deputeradekammaren under de hundra dagarna 1815, men förvisades efter Bourbonska restaurationen 1816 som kungamördare förvisade från Frankrike, men kvarstannade i Mâcon utan att kännas igen.